# Wiley-Blackwell
Wiley-Blackwell (Уайли-Блэкуэл) — международная издательская компания, отделение компании John Wiley & Sons, специализирующееся на изданиях в области научных, технических и медицинских исследований. Она была образована в результате слияния глобального научно-технического и медицинского бизнеса John Wiley & Sons с Blackwell Publishing в 2007 году.
Издательство Wiley-Blackwell публикует работы в широком спектре научных и профессиональных областей, включая биологию, медицину, физические науки, технологии, общественные и гуманитарные науки.

## История Blackwell Publishing
Blackwell Publishing была образована в результате слияния в 2001 году двух оксфордских научных издательских компаний: Blackwell Science (основана в 1939 году как Blackwell Scientific Publishing) и Blackwell Publishers (основана в 1922 году как Basil Blackwell & Mott, с 1926 года Blackwell Publishers), которые берут свои истоки в семейном книжном магазине и издательстве Blackwell’s XIX века. В результате слияния образовалось ведущее издательство научного сообщества. Затем в 2004 году группа приобрела BMJ Books у BMJ Publishing Group (издателя British Medical Journal). В 2006 году Blackwell опубликовала более 805 журналов и 650 учебников и справочников по широкому кругу научных, медицинских и профессиональных предметов. 
17 ноября 2006 года американская транснациональная компания John Wiley & Sons объявила, что «заключила окончательное соглашение о приобретении» Blackwell Publishing. Приобретение было завершено в феврале 2007 года; стоимость сделки составила 572 млн фунтов стерлингов. Blackwell Publishing была объединена с глобальным научно-техническим и медицинским бизнесом Wiley, в результате чего была создана компания Wiley-Blackwell. С 30 июня 2008 года журналы, ранее доставляемые через Blackwell Synergy, стали доставляться через Wiley InterScience.